# Uloborus vanillarum
Uloborus vanillarum là một loài nhện trong họ Uloboridae.
Loài này thuộc chi Uloborus. Uloborus vanillarum được miêu tả năm 1863 bởi Vinson.